# قائمة أشخاص أعدمهم الكرسي الرسولي
هذه قائمة بالأشخاص الذين أعدمهم الكرسي الرسولي، وهي تشمل الأشخاص الذين أعدمتهم الدولة البابوية والذين أُعدموا بأمر من البابا.
رغم أن عقوبة الإعدام كانت قانونية في مدينة الفاتيكان حت عام 1969، إلا أن الفاتيكان لم ينفذ أي إعدام في الأعوام الأربعين الممتدة من 1929 إلى 1969.
لا تشمل هذه القائمة الأشخاص الذين أُعدموا على يد سلطات أخرى في الكنيسة الرومانية الكاثوليكية بخلاف البابوية، كما أنها لا تشمل من أعدمتهم محاكم التفتيش ـ باستثناء محاكم التفتيش الرومانية ـ ولا تشمل من قُتلوا في حروب كانت الدولة البابوية طرفًا فيها ولا أولئك الذين قُتلوا بغير أحكام قضائية.

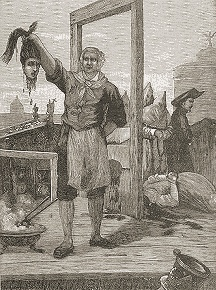
نفذ جيوفاني باتيستا بوغاتي ـ جلاد الدولة البابوية ـ 516 حكمًا بالإعدام في الفترة بين عامي 1796 و1861

كانت معظم حالات الإعدام عقابًا على جرائم مدنية ارتُكبت داخل حدود الدولة البابوية، وحوكم معظم المحكوم عليهم في محاكم مدنية تابعة للدولة البابوية. فعلى سبيل المثال، بدأ البابا سيكتوس الخامس سنة 1585 حملة لفرض النظام أبدى فيها قدرًا كبيرًا من عدم التسامح إزاء المجرمين، وأدت ـ وفقًا لإحدى الروايات ـ إلى أن أصبح عدد الرؤوس المقطوعة التي عُلقت على جسر قلعة سانت أنجلو أكثر من «أكثر من البطيخ في أسواق روما». وترجع أفضل السجلات التي وصلت إلينا عن حالات الإعدام في الدولة البابوية إلى فترة تولي جيوفاني باتيستا بوغاتي وظيفة جلاد الدولة البابوية في الفترة من 22 مارس 1796 إلى 17 أغسطس 1861؛ إذ كان يسجل أسماء من يعدمهم وجرائمهم ومكان تنفيذ الحكم في جميع المدانين الذين أعدمهم بأوامر من بابوات الكنيسة، وعددهم 516 شخصًا. وتختتم قائمة بوغاتي بعبارة:
| قائمة أشخاص أعدمهم الكرسي الرسولي | هنا تنتهي قائمة بوغاتي الطويلة. عسى أن تكون قائمة من يخلفه أقصر | قائمة أشخاص أعدمهم الكرسي الرسولي |

قبل عام 1816 كانت أكثر أدوات الإعدام شيوعًا هي الفأس والمشنقة (وكان المدان يُعدم حرقا في بعض الحالات القصوى)، ثم أصبحت المقصلة (التي أدخلها الفرنسيون أثناء حكمهم لروما) هي أداة الإعدام الأكثر شيوعا منذ عام 1816. غير أن أسلوبين أخريين ظلا مستخدمين بعد سنة 1816، هما تحطيم رأس المدان بمطرقة ضخمة ثم ذبحه (تسمى بالإيطالية: mazzatello) والسحل والتقطيع (الذي كان يتم في بعض الأحيان بعد الشنق) وخُصت بهما الجرائم التي اعتُبرت جرائم «ذات درجة خاصة من الكراهة».
كان الإعدام يتم عادة في جسر سانت أنجلو المقابل لقلعة سانت أنجلو أو ساحة الشعب (بالإيطالية: Piazza del Popolo) أو طريق تشيركي (بالإيطالية: Via dei Cerchi) قرب ساحة فم الحقيقة (بالإيطالية: Piazza della Bocca della Verita)، وقد قضى القانون البابوي بمنح الجلاد ثلاثة أجزاء من المائة من الليرة الرومانية عن كل إعدام ينفذه، في "إشارة إلى وضاعة عمله"، ولكنه لم يمنع بوغاتي من الحصول على سكن مجاني وإعفاءات ضريبية ومعاش كبير".

## قائمة الأشخاص الذين أعدمهم الكرسي الرسولي

### القرن الثاني عشر
- أرنالدو دا بريشيا، راهب كان من بين المشاركين في كوميونة روما (1155)

### القرن الثالث عشر
- غيراردو سيغاريللي، مؤسس الأخوية الرسولية (18 يوليو 1300)

### القرن الرابع عشر
- فرا دولتشينو، مؤسس الحركة الدولتشينية (1304)

### القرن الخامس عشر
- أستوري مانفريدي، كوندوتييرو إيطالي (28 نوفمبر 1405)
- ماتيوتشيا دي فرانشيسكو، راهبة إيطالية اتهمت بممارسة السحر (1428)
- أنتونغالياتزو بنتيفوليو، كوندوتييرو إيطالي (1435)
- جيرولامو سافونارولا، قس دومينيكاني (23 مايو 1498)
- ثمانية عشر لصًا قاموا بالسطو على حجاج العام المقدس وقتلهم (27 أغسطس 1500)[1]

### القرن السادس عشر
- بييترو برناردينو، أحد أتباع سافونارولا (1502)
- الكاردينال ألفونسو بيتروتشي، أدين بالتآمر لقتل البابا ليون العاشر (16 يوليو 1517)
- جان باولو باليوني، كوندوتييرو إيطالي (يونيو 1520)
- بومبونيو ألجيريو، طالب قانون مدني بجامعة بادوا (1556).
- الكاردينال كارلو غارافا والدوق جيوفاني غارافا، دوق باليانو، وهما من أبناء إخوة البابا بولس الرابع. حكم على الأول بالخنق في السجن وعلى الثاني بقطع رأسه، في أول قرار علني اتخذه البابا بيوس الرابع (5 مارس 1561).
- بييترو كارنيسيكي، مفكر إنساني إيطالي (1 أكتوبر 1567)
- أونيو بالياريو، بروتستانتي إيطالي (3 يوليو 1570)
- مينوكيو، طحان وعمدة وفيلسوف (1599)
- بياتريتشه تشينتشي، نبيلة إيطالية أدينت بالقتل (11 سبتمبر 1599)
- جوردانو برونو، قس وفيلسوف وعالم كونيات إيطالي (17 فبراير 1600)

### القرن السابع عشر
- فيرانتي بالافيتشينو، كاتب تهكمي (5 مارس 1644)
- جوليا توفانا، صانعة سموم إيطالية اشتهرت ببيع سم «أكوا توفانا» الذي ابتكرته وسمي باسمها للنساء اللائي يرغبن في قتل أزواجهن (يوليو 1659)
- جيرولاما توفانا، ابنة جوليا توفانا وشريكتها (يوليو 1659)
- عدد من مساعدات وعميلات صانعة السموم جوليا توفانا (يوليو 1659)

### القرن الثامن عشر
- نيكولا جنتيلوتشي، شُنق وسُحل في فولينيو بعد إدانته بخنق وقتل قس وحوذي والسطو على راهبين (22 مارس 1796)[2]
- ساباتينو غارامينا، شنق في أميليا بعد إدانته بالقتل (14 يناير 1797)
- ماركو روسي، ضرب بالهراوات حتى الموت ثم قُطّعت أوصاله في فالنتانو بعد إدانته بقتل عمه وابن عمه (28 مارس 1797)
- جاكومو ديللاسنسيوني، شُنق في ميدان الشعب (الإيطالية: Piazza del Popolo) بعد إدانته «بتحطيم العديد من المتاجر» (7 أغسطس 1797).
- باسيفيكو سنتينيللي، شُنق في ييزي بعد إدانته بقتل السجان وقتل زوجته (30 أكتوبر 1797).

### القرن التاسع عشر
كانت حالات الإعدام التي نفذت في روما البابوية بين عامي 1798 و1815 (مؤتمر فيينا) تحت سيطرة السلطات الفرنسية إلى حد ما.

#### 1800 ـ 1810
- غريغوريو سيلفيستري، متآمر اعترف على نفسه. شُنق في ساحة الشعب (18 يناير 1800)
- أنطونيو فيليتشي وأنطونيو مارينوتشي وأنطونيو روسو، أدينوا بالسطو. شُنقوا عند جسر سانت أنجلو (20 يناير 1800)
- بييترو زانيللي، أدين بتزوير النقود. شُنق عند جسر سانت أنجلو (22 يناير 1800)
- فرانسيسكو غروبالدي. أدين بالسطو. شُنق عند جسر سانت أنجلو (بعد ظهر 22 يناير 1800)
- أوتافيو كابيللو، أدين بمحاولة القيام بثورة مسلحة. شُنق عند جسر سانت أنجلو (29 يناير 1800)
- أليساندرو داندريا، أدين بسرقة ساعة يد. شُنق عند جسر سانت أنجلو (1 فبراير 1800)
- جوفاني باتيستا جينوفيسي، أُدين بسرقة كأسين مقدستين. شُنق وقُطّع وأحرقت جثته عند جسر سانت أنجلو (27 فبراير 1800)
- جواكينو لوكاريللي ولويجي دي أنجيليس ولورنتزو روبوتي وجوفاني روكي وأنطونيو ماورو، أدينوا بخنق قس حتى الموت. شُنقوا وقُطّعت رؤوسهم وأذرعهم وعُرضت في بورتا أنجيليكا، كما أُحرقت جثتان عند جسر سانت أنجلو (6 مايو 1800)
- برناردينو برناردي، أدين بنفس التهمة. شُنق وقُطع رأسه وذراعاه وعُرضات في بورتا سان سباستيانو (1800)
- جوسيبي زوكيريني وجوسيبي سفريدي وجاكومو داندريا، أدينوا بقتل رسول من البندقية. شُنقوا وقُطعت جثثهم في بيازا دل بوبولو (ساحة الشعب) (19 يناير 1801).
- لويجي بويريو وإرمينيجيلدو سكاني وغيتانو ليديري وليوناردو فيرانتي، أدينوا بقتل أميرة إسبانية. شُنقوا وقُطعت جثثهم في كاميرينو (27 يناير 1801)
- تيودورو كاكيونا، أدين بسرقة حذاء. شُنق وقُطعت جثته في ساحة الشعب (9 فبراير 1801)
- فابيو فاليري، أدين بالسرقة بالإكراه. ضُرب بالهراوات حتى الموت ثم قُطعت جثته في ألبانو (14 فبراير 1801)
- فرانشيسكو بريتولاني، أدين بسرقة صاحب خان وزوجته بالإكراه وقتلهما. شُنق وقُطّعت جثته في فيتيربو (21 فبراير 1801)
- جوفاني فابريني، شُنق في ساحة الشعب بتهمة القتل في زمن السلم (6 يونيو 1801)
- دومينيكو تريكا، شُنق في سوبياكو بتهمة قتل زوجته وقس وشخص ثالث (4 يوليو 1901)
- بينديتو نوبيلي، ضُرب بالهراوات حتى الموت في ساحة الشعب بتهمة قتل زوجته وقابلة وحرق بيته عمدًا (1 سبتمبر 1801)
- أنطونيو نيري، شُنق في أنكونا بتهمة سرقة ألفي سكودو من الذهب والفضة من صائغ باستخدام مفتاح مقلد (26 سبتمبر 1801)
- دومينيكو دي شيزاري، شُنق في جسر سانت أنجلو بعد إدانته بسرقة كنّاس (8 فبراير 1802).
- أسينتزو روكي وجوفاني باتيستا ليميتي، شُنقا ومُزقت جثتاهما في جسر سانت أنجلو بعد إدانتهما بالسرقة بالإكراه (20 فبراير 1802).
- جوفاني فرانشيسكو باتشي دي فينازيو، ضُرب بالهراوات حتى الموت، وشُقت حنجرته ومُزقت جثته في جسر سانت أنجلو بعد إدانته بتهمتي قتل يهودي والسرقة بالإكراه (15 مارس 1802).
- دومينيكو زيري، ضُرب بالهراوات حتى الموت وشُقت حنجرته في فيرمو بعد إدانته بقتل أبيه (3 أبريل 1802).
- سلفاتوري بوتزي وجوسيبي فلاتشيدي، شُنقا ومُزقت جثتاهما في جسر سانت أنجلو بتهمة السرقة بالإكراه (28 أبريل 1802).
- أغوستينا باليالونغا، شُنقت في أورفييتو بعد أن أدينت بقتل ثلاثة أطفال (5 مايو 1802).
- أنطونيو نوتشي، ضُرب بالهراوات حتى الموت وُمزقت جثته في بيروجا بعد إدانته بسرقة راهب بالإكراه ثم قتله (8 مايو 1802).
- لويجي فانتوساتي، ضُرب بالهراوات حتى الموت وُمزقت جثته في بيروجا بعد إدانته بسرقة سيده بالإكراه ثم قتله (8 مايو 1802).
- جوفاني فيرّي وفورتوناتو فيري ونيكولا فيري (ثلاثة أشقاء ألمان)، شُنقوا ومُزقت جثثهم في تيراتشينا بعد إدانتهم بسرقة رسول من نابولي بالإكراه (25 مايو 1802).
- جوفاني باتيستا جيرماني، شُنق في تشيكانو بعد إدانته بالقتل (29 مايو 1802).
- كوزيمو مورونتي، شُنق في جيناتزانو بعد إدانته بالقتل مع سبق الإصرار (1 يونيو 1802).
- فيليبو كاتاليتي، شُنق في فروزينوني بعد إدانته بالقتل (18 يونيو 1802).
- فيليتشي روفينا، شُنق في كوليفيكيو بعد إدانته بخنق ناسك حتى الموت (7 يوليو 1802).
- برناردينو بالامانتيللي، أدين بالقتل والسرقة بالإكراه وشُنق عند جسر سانت أنجلو (13 سبتمبر 1802).
- ستيفانو فيوتي، ضُرب بالهراوات حتى الموت في سوبياكو بعد إدانته بقتل أبيه (13 سبتمبر 1802).
- فرانشيسكو أنجلو سوريللي، شُنق في رونكيغليوني بعد إدانته بقتل امرأة (15 ديسمبر 1802).
- جاكومو باليتي، ضُرب بالهراوات حتى الموت في رونكيغليوني بعد إدانته بقتل أبيه (15 ديسمبر 1802).
- دومينيكو غيدي، شُنق في فيتيربو بعد إدانته بالقتل (18 ديسمبر 1802).
- أنطونيو لافانيني، شُنق ومُزقت جثته في زاغارولو، بعد إدانته بسرقة 27 باولي[3] من أحد المواطنين (5 فبراير 1803).
- جوفاني دومينيكو راجي وجوسيبي تشيونيو، شُنقا في فيتيربو بعد إدانتهما بعدة جرائم سرقة بالإكراه وقتل (5 مارس 1803).
- أنطونيو بوراكوكولي، شُنق في أنكونا بعد إدانته بطعن بحار وإلقاء جثته في البحر وهو على قيد الحياة وسلب 200 سكودو منه (15 مارس 1803).
- فرانشيسكو كونتي، شُنق في تشيتا دي كاستيلو بعد إدانته بفض بكارة فتاة عانس قسرًا في بيت أبيها، بالاشتراك مع خمسة آخرين، وسرقة 30 سكودو منها (26 أبريل 1803).
- أنجولو روسي، شُنق في غوبيو بعد إدانته «بالقتل الوحشي منزوع الرحمة» (2 مايو 1803).
- جوفاني ترانكيلي وفينسنزو بيليتشاري، شُنقا وقُطّعت أوصالهما عند جسر سانت أنجلو، بعد إدانتهما بسرقات وأعمال سطو (21 مايو 1803).